# Mitruly Miklós
Mitruly Miklós (Kraszna, 1931. március 7. – Szilágysomlyó, 2019. június 11.) magyar folklorista, egyetemi oktató.

## Életútja, munkássága
Középiskolát a zilahi Wesselényi Kollégiumban végzett (1950), a Bolyai Tudományegyetemen szerzett magyar szakos tanári képesítést (1954). Pályáját az egyetemen gyakornokként kezdte, 1957-től tanársegéd, 1961-től nyugalomba vonulásáig adjunktus. Az oktatásban alaptárgya a magyar népköltészet.
Szakirodalmi munkásságát a Studia Universitatis Babeș-Bolyai című tudományos kiadványban kezdte (1962), írásait itt, a Nyelv- és Irodalomtudományi Közlemények, Igaz Szó, Korunk, a budapesti Acta Ethnographica és Ethnographia hasábjain, valamint az Irodalomtudományi és stilisztikai tanulmányok 1981-es kötetében tette közzé. Foglalkozik a román-magyar folklórkapcsolatokkal, a magyar népköltészet területi vonatkozásaival, így a Székelykeresztúr környéki népköltészet helyével a folklórban; tanulmányozza a népköltészet és irodalom kapcsolatait Móricz Zsigmond Rózsa Sándor-regényeinek folklórösszefüggéseiben, a szerelmi tematika megjelenését a népi lírában (NyIrK, 1986/1).

## Művei
- A magyar népköltészet (kőnyomatos, Kolozsvár, 1974)
- Szóból ért az ember. Népi elbeszélések Krasznáról; gyűjt., sajtó alá rend., bev., jegyz. Mitruly Miklós; Erdélyi Gondolat, Székelyudvarhely, 1999
- Megsúgta a kisujjam. Krasznai szólások és közmondások, kurjantások, találós kérdések; gyűjt., sajtó alá rend., előszó, jegyz. Mitruly Miklós; Székelykapu, Székelyudvarhely, 2005